# Biez nazwanija
Biez nazwanija (ros. Без названия, pol. Bez nazwy) (znany również jako Miod ros. Мёд, pol. Miód) – szósty studyjny album rosyjskiego muzyka Nikołaja Noskowa wydany po raz pierwszy w Rosji w 2012 roku. Licencjonowana wersja albumu sprzedawana była tylko na występach solowych artysty. Album został nagrany w Niemczech, w studiu Horst Schnebel. Piosenka Ispowiedʹ z albumu Dyszu tiszynoj została ponownie zarejestrowana. W nagraniu utworu Miod było zaangażowanych dwóch członków grupy De-Phazz. W Nagraniu pięciu piosenek wziął udział kwartet Magnetic Fantasy.

## Lista utworów
Opracowano na podstawie materiału źródłowego
1. Без названия („Biez nazwanija”) - 4:09
2. Озёра („Oziora”) - 5:09
3. Ночь („Nocz”) - 4:41
4. Я был один („Ja był odin”) - 4:06
5. Исповедь („Ispowiedʹ”) - 4:24
6. Мёд („Miod”) - 4:16